# Auximobasis
Auximobasis is een geslacht van vlinders van de familie spaandermotten (Blastobasidae).

## Soorten
- A. administra Meyrick, 1922
- A. agrestis Meyrick, 1922
- A. angusta Meyrick, 1922
- A. brevipalpella Walsingham, 1897
- A. bromeliae (Walsingham, 1912)
- A. coffeaella Busck, 1925
- A. confectella Zeller, 1873
- A. constans Walsingham, 1897
- A. flaviciliata Walsingham, 1897
- A. flavida Meyrick, 1922
- A. floridella (Dietz, 1910)
- A. fractilinea (Zeller, 1873)
- A. glandulella (Riley, 1871)
- A. incretata Meyrick, 1931
- A. insularis Walsingham, 1897
- A. invigorata Meyrick, 1932
- A. liberatella (Walker, 1864)
- A. neptes (Walsingham, 1912)
- A. normalis Meyrick, 1918
- A. nothrotes (Walsingham, 1907)
- A. obstricta Meyrick, 1918
- A. persimilella Walsingham, 1891
- A. prolixa Meyrick, 1922
- A. quaintancella (Dietz, 1910)
- A. repartella (Dietz, 1910)
- A. retectella (Zeller, 1873)
- A. tarachodes (Walsingham, 1912)
- A. terachodes (Walsingham, 1912)
- A. variolata Walsingham, 1897